# Jacob Engelbert Teschemacher
Jacob Engelbert Teschemacher (* 19. April 1711 in Elberfeld (heute Stadtteil von Wuppertal); † 26. Oktober 1782 ebenda) war ein deutscher Orgelbauer.

## Leben
Jacob (auch: Jakob) Engelbert Teschemacher entstammte einer bedeutenden, seit 1551 in Elberfeld (heute Stadtteil von Wuppertal) nachweisbaren Bürgerfamilie, die dort viele Bürgermeister stellte. Seine Eltern waren Wilhelm Teschemacher (1654–1726) und Katharina Margaretha, geb. Elscheid (1687–1760). Über Teschemachers Ausbildung ist nichts Sicheres bekannt. Es wurde aber vermutet, dass er das Orgelbauerhandwerk bei der Orgelbauerfamilie Weidtman in Ratingen erlernt hat. Teschermachers Werkstatt befand sich in dem 1640 erbauten und heute noch erhaltenen Teschemacher Hof in Wuppertal-Elberfeld.
Teschermachers Berufswahl war insofern ungewöhnlich, als in Elberfeld die (calvinistisch-)reformierte Konfession vorherrschte und Orgeln in den damaligen reformierten Kirchen als „heidnisch“ abgelehnt wurden. Neben Werken für lutherische und katholische Kirchen konzentrierte er sich daher auf die Anfertigung pedalloser, einmanualiger, schrankartiger Kammerorgeln für Privathäuser. Dies geschah vor dem Hintergrund, dass die Orgel im 18. Jahrhundert ein „statusprägendes Hausinstrument“ für Familien des gehobenen Bürgertums war und auch oft, so wie im 19. Jahrhundert ein Harmonium, Klavier oder Flügel, zur Aussteuer bei der Heirat einer Tochter gehörte.
Teschemachers Orgelbauertätigkeit beschränkte sich nicht nur auf den Bergischen Raum, sondern reichte bis in die Niederlande. Teschemacher legte großen Wert auf eine sorgfältige und solide Qualität seiner Arbeit. In einem Brief von 1766 an die evangelische Gemeinde Wevelinghoven distanzierte er sich von Orgelbauern, die aus billigem Blei wenig haltbare und „kreischende“ Register anfertigten und schrieb von sich, dass er bei seinen Instrumenten auf hundert und mehr Jahre vorausdenke.
In religiöser Hinsicht war Teschemacher Pietist und gehörte dem Kreis um den Mystiker Gerhard Tersteegen an. Teschemachers Streben nach verinnerlichter Frömmigkeit hat sich auch in seinem Orgelbaustil niedergeschlagen, da er gern „meditative“ Solostimmen wie den Streicher Violine 8’ im Diskant, eine im Diskant überblasende Traversflöte 4’ oder in einigen späteren Werken (ab 1762) auch die Schwebung Unda Maris 8’ im Diskant disponierte. Entsprechend war die Intonation der Teschemacher-Orgeln warm und auf einen ruhigen Wohlklang ausgerichtet. Die früheren Orgelbauten Teschemachers haben noch einen Manualumfang von CD – c’’’, bei den späteren beträgt er bereits C – f’’’.
Ein Porträt Teschemachers ist nicht überliefert. Dafür gibt es eine Beschreibung seiner Person in Heinrich Jung-Stillings Werk „Häusliches Leben“. Danach hatte Teschemacher ein rundes, lebhaftes Gesicht voll sanfter Züge und trug eine runde Stutzperücke. Teschemachers Charakter beschrieb Jung-Stilling als sehr freundlich, ernst, äußerst heikel in der Wahl seines Umgangs, seine Worte wie auf einer Goldwaage abwägend und nur in der Hinsicht eigensinnig, dass er gegen Andersdenkende intolerant sein konnte.
Teschemacher war unverheiratet. In seinen erhaltenen Briefen klagte er seit 1760 über Rheuma, seit 1775 auch über zunehmende Schwäche. Nach seinem Tod 1782 wurde seine Orgelbauwerkstatt von seinem Mitarbeiter Johann Gerhard Schrey übernommen.

## Werkliste
| Jahr           | Ort                                | Gebäude                           | Bild | Manuale           | Register | Bemerkungen |
| -------------- | ---------------------------------- | --------------------------------- | ---- | ----------------- | -------- | --- |
| 1743           | Rondorf                            | Emmanuelkirche (ev.)              |      | I/Pedal angehängt | 10       | Ursprünglich in Kaldenkirchen (1760–1905). War lange im Depot des Museum Schnütgen eingelagert und wurde von Johannes Klais Orgelbau 2014 restauriert. Dauerleihgabe des Museums. → Orgel                                  |
| 1750           | Amsterdam                          | Hausorgel für Pfarrer Deknatel    |      |                   |          | heute Bethel College, North Newton, Kansas; vier durchgehende und drei halbe Register – erhalten; 2007 durch Noack Organ Comp. restauriert                                                                                 |
| 1750           | Essen-Werden                       | Evangelische Kirche, Chororgel    |      | I                 | 6        | ursprünglich aus dem Besitz der Familie Teschemacher, fünf durchgehende und zwei halbe Register – erhalten. → Orgel |
| 1751           |                                    |                                   |      |                   |          | heute Brüssel, Instrumentenmuseum: vier durchgehende und drei halbe Register, Winddruck 45 mm Wassersäule, Stimmung 435 Hertz a’ temperiert – erhalten;                                                                    |
| etwa 1751      | Gronau                             | Antoniuskrankenhaus               |      |                   |          | ursprünglich vier durchgehende und drei halbe Register – umgebaut erhalten; |
| etwa 1755      | Wassenberg                         | Evangelische Hofkirche            |      | I                 | 41/2     | ursprünglich vielleicht Hausorgel aus Kaldenkirchen oder aus dem Besitz des Klosters Beselich: Gehäuse und zwei Register erhalten. → Orgel                                                                                 |
| etwa 1755      | Krefeld                            | Kaiser-Wilhelm-Museum             |      |                   |          | drei durchgehende und drei halbe Register – erhalten; |
| 1760           | Wuppertal-Elberfeld                | Lutherische Kirche am Kolk        |      | II/P              |          | 1895 abgebrochen; |
| 1762           | Oosterland/Wieringen (Niederlande) | Michaelskerk                      |      |                   |          | ursprünglich vielleicht Hausorgel für Zacharias Hope, Rotterdam: acht durchgehende und fünf halbe Register – erhalten; |
| 1766           | Düsseldorf                         | Lutherische Kirche Berger-Straße, |      | II/P              | 24       | zwei 1863 ergänzte Register für das ursprünglich nur angehängte Pedal – im Zweiten Weltkrieg zerstört; |
| 1767           | Wuppertal                          | St. Laurentius, Chororgel         |      |                   |          | ursprünglich geplant für die ev. Gemeinde Wevelinghoven, aber dann aufgestellt in Schwelm; 1869–1967 in Wuppertal-Dönberg, Ev. Kirche, ursprünglich acht durchgehende und fünf halbe Register – umgebaut erhalten;         |
| 1770           | Mönchengladbach-Wickrathberg       | Evangelische Kirche               |      |                   |          | Gehäuse und Prospektpfeifen (Prinzipal 4’) erhalten; |
| etwa 1770      | Antwerpen                          | Museum Vleeshuis                  |      |                   |          | ein durchgehendes und sechs halbe Register – umgebaut erhalten; |
| etwa 1770      | Wuppertal-Elberfeld                | Philippuskirche                   |      |                   |          | ursprünglich aus Privatbesitz: zwei durchgehende und vier halbe Register, heute in der Neuen reformierten Kirche Elberfeld – erhalten;                                                                                     |
| 1771           | Kapellen (Moers)                   | Evangelische Kirche               |      |                   |          | restauriert und ergänzt erhalten; |
| 1772           | Vaals (Niederlande)                | Hervormde Kerk                    |      |                   |          | zehn durchgehende und sieben halbe Register, Pedal angehängt – erhalten; |
| etwa 1775      | Kirchrarbach                       | Kath. Kirche                      |      |                   |          | 1869 nach Umbau fünf durchgehende und vier halbe Register – 1885 abgebrochen; |
| etwa 1780      | Wuppertal-Elberfeld                | Michaelskirche                    |      | I                 | 9        | sechs durchgehende und drei halbe Register – erhalten; |
| etwa 1782      | Alpen                              | Evangelische Kirche               |      |                   |          | erstes Manual von Teschemacher mit fünf durchgehenden und neun halben Registern erhalten, zweites Manual und selbstständiges Pedal 1958 ergänzt.                                                                           |
| etwa 1779–1785 |                                    | Alte Kirche Wupperfeld            |      | II/P              | 37       | Konzept und Entwurf durch Teschemacher; Vollendung durch seinen Schüler Gerhard Schrey; später umgebaut durch Richard Ibach (1878 / 40 Register) und Paul Faust (1914 / 48 Register), im Zweiten Weltkrieg völlig zerstört |